# استانیسلاو کونراد
استانیسلاو کونراد (انگلیسی: Stanislau Konrad; نامعلوم – نامعلوم) بازیکن فوتبال اهل رومانی بود.
وی همچنین در تیم ملی فوتبال رومانی بازی کرده‌است.